# Gustavo Gotti
Gustavo Gotti (* 20. Oktober 1993 in Córdoba) ist ein argentinischer Fußballspieler, der zudem die chilenische Staatsangehörigkeit angenommen hat. Der Stürmer spielt derzeit beim CD Cobreloa in Chile.

## Karriere
Gustavo Gotti debütierte 2011 in der Profimannschaft von Instituto unter Darío Franco in der Copa Argentina. Bei seiner einjährigen Leihstation CA Las Palmas in der dritten argentinischen Liga ab Juli 2013 blühte der Stürmer auf und schoss in 34 Ligaspielen elf Tore. Seine gute Form konnte er auch nach seiner Rückkehr zu Instituto halten.
Seit 2017 spielt Gotti in Chile. Zuerst war er beim CD O’Higgins aktiv, wurde jedoch mehrmals verliehen. 2021 und 2022 lief der Offensivakteur für Fernández Vial in der Primera B auf. Die Primera B gewann Gotti in der Saison 2023 mit dem CD Cobreloa. Er selbst blieb aber in der Primera B und schloss sich den Rangers de Talca an. Nach einem Jahr kehrte er zum CD Cobreloa zurück, der wieder in die Primera B abgestiegen war.

## Erfolge
Cobreloa
- Primera B: 2023